# Amphoe Khao Yoi
Amphoe Khao Yoi (Thai: อำเภอ เขาย้อย) ist ein Landkreis (Amphoe – Verwaltungs-Distrikt) im nördlichen Teil der Provinz Phetchaburi. Die Provinz Phetchaburi liegt im südwestlichen Teil der Zentralregion von Thailand.

## Geographie
Benachbarte Distrikte (von Norden im Uhrzeigersinn): Amphoe Pak Tho der Provinz Ratchaburi, Amphoe Bang Khonthi der Provinz Samut Songkhram sowie die Amphoe Ban Laem, Mueang Phetchaburi, Ban Lat und Nong Ya Plong der Provinz Phetchaburi.

## Geschichte
Der Landkreis wurde 1897 eingerichtet, als erster Gouverneur wurde Luang Phromsan (หลวงพรหมสาร) einberufen. Der Kreis hieß zunächst Huai Tha Chang, dann wurde 1903 der Name in Hua Saphan und Ban Noi geändert, da die Verwaltungsbehörde in den jeweiligen Tambon verlegt wurde, bis er schließlich Khao Yoi genannt wurde.

## Verwaltung

### Provinzverwaltung
Der Landkreis Khao Yoi ist in zehn Tambon („Unterbezirke“ oder „Gemeinden“) eingeteilt, die sich weiter in 58 Muban („Dörfer“) unterteilen.
| Nr.  | Name               | Thai         | Muban | Einw. |
| ---- | ------------------ | ------------ | ----- | ----- |
| 01.  | Khao Yoi           | เขาย้อย       | 06    | 7.149 |
| 02.  | Sa Phang           | สระพัง        | 04    | 3.364 |
| 03.  | Bang Khem          | บางเค็ม       | 06    | 3.772 |
| 04.  | Thap Khang         | ทับคาง        | 05    | 3.500 |
| 05.  | Nong Pla Lai       | หนองปลาไหล   | 05    | 2.684 |
| 06.  | Nong Prong         | หนองปรง      | 06    | 3.846 |
| 07.  | Nong Chumphon      | หนองชุมพล     | 07    | 4.826 |
| 08.  | Huai Rong          | ห้วยโรง       | 04    | 2.588 |
| 09.  | Huai Tha Chang     | ห้วยท่าช้าง     | 08    | 1.956 |
| 010. | Nong Chumphon Nuea | หนองชุมพลเหนือ | 07    | 4.646 |

### Lokalverwaltung
Es gibt eine Kommune mit „Kleinstadt“-Status (Thesaban Tambon) im Landkreis:
- Khao Yoi (Thai: เทศบาลตำบลเขาย้อย) bestehend aus dem kompletten Tambon Bang Khem und den Teilen der Tambon Khao Yoi, Sa Phang, Thap Khang.

Außerdem gibt es sieben „Tambon-Verwaltungsorganisationen“ (องค์การบริหารส่วนตำบล – Tambon Administrative Organizations, TAO)
- Khao Yoi (Thai: องค์การบริหารส่วนตำบลเขาย้อย) bestehend aus den Teilen der Tambon Khao Yoi, Sa Phang, Thap Khang.
- Nong Pla Lai (Thai: องค์การบริหารส่วนตำบลหนองปลาไหล) bestehend aus dem kompletten Tambon Nong Pla Lai.
- Nong Prong (Thai: องค์การบริหารส่วนตำบลหนองปรง) bestehend aus dem kompletten Tambon Nong Prong.
- Nong Chumphon (Thai: องค์การบริหารส่วนตำบลหนองชุมพล) bestehend aus dem kompletten Tambon Nong Chumphon.
- Huai Rong (Thai: องค์การบริหารส่วนตำบลห้วยโรง) bestehend aus dem kompletten Tambon Huai Rong.
- Huai Tha Chang (Thai: องค์การบริหารส่วนตำบลห้วยท่าช้าง) bestehend aus dem kompletten Tambon Huai Tha Chang.
- Nong Chumphon Nuea (Thai: องค์การบริหารส่วนตำบลหนองชุมพลเหนือ) bestehend aus dem kompletten Tambon Nong Chumphon Nuea.